# José Villegas
José Villegas (20. června 1934 La Experiencia – 24. prosince 2021) byl mexický fotbalista, obránce.

## Fotbalová kariéra
V mexické lize hrál za CD Guadalajara. S týmem CD Guadalajara získal 8 mistrovských titulů. Za reprezentaci Mexika nastoupil v letech 1956–1962 ve 20 utkáních. Byl členem mexické reprezentace na Mistrovství světa ve fotbale 1958, nastoupil v 1 utkání a na Mistrovství světa ve fotbale 1962, kde nastoupil také v 1 utkání.

## Ligová bilance
| Ročník                  | Zápasy | Góly | Klub           |
| ----------------------- | ------ | ---- | -------------- |
| 1. mexická liga 1953/54 | -      | -    | CD Guadalajara |
| 1. mexická liga 1954/55 | -      | -    | CD Guadalajara |
| 1. mexická liga 1955/56 | -      | -    | CD Guadalajara |
| 1. mexická liga 1956/57 | -      | -    | CD Guadalajara |
| 1. mexická liga 1957/58 | -      | -    | CD Guadalajara |
| 1. mexická liga 1958/59 | -      | -    | CD Guadalajara |
| 1. mexická liga 1959/60 | -      | -    | CD Guadalajara |
| 1. mexická liga 1960/61 | -      | -    | CD Guadalajara |
| 1. mexická liga 1961/62 | -      | -    | CD Guadalajara |
| 1. mexická liga 1962/63 | -      | -    | CD Guadalajara |
| 1. mexická liga 1963/64 | -      | -    | CD Guadalajara |
| 1. mexická liga 1964/65 | -      | -    | CD Guadalajara |
| 1. mexická liga 1965/66 | -      | -    | CD Guadalajara |
| 1. mexická liga 1966/67 | -      | -    | CD Guadalajara |
| 1. mexická liga 1967/68 | -      | -    | CD Guadalajara |
| 1. mexická liga 1968/69 | -      | -    | CD Guadalajara |
| CELKEM 1. liga          | -      | -    |                |